# Andrew Golota
Andrew Jan Golota (lengyelül: Andrzej Gołota; Varsó, 1968. január 5. –) lengyel olimpiai bronzérmes amatőr, majd nehézsúlyú profi ökölvívó.

## Életrajz
Golota 1992. február 7-én debütált a profik táborában Roosevelt Shuler harmadik menetes kiütésével. Ezt a sikert további 27 győzelem követte melyből 25 kiütés volt. Golota 28-0 mérleggel találkozhatott az akkori nehézsúlyú bajnoknak számító Riddick Boweval. Andrew hatalmas meglepetésre leállt harcolni a nehézsúly legjobbjával és felülkerekedett rajta. A lengyel magasan vezetett a pontozó lapokon, de ekkor érthetetlen módon elkezdte püfölni Bowe privát régióját. Az övön aluli ütések nem szűntével Golotát a 7. menetben diszkvalifikálták.
A botrányos végkimenetelű összecsapásnak 1996. december 14-én következhetett a visszavágója. Golota ezennel még határozottabb teljesítményt nyújtott és két alkalommal is padlóra küldte Bowe-t, de szabálytalanságok iránti hajlama ismételten eluralkodott rajta és a 9. menetben újabb övön aluli ütések miatt diszkvalifikálták.
2005. április 21-én Lamon Brewster ellen mérkőzhetett a WBO világbajnoki övért. Golota a legrosszabbkor nyújtott rossz teljesítményt és az 1. menetben kiütéses vereséget szenvedett. Ez volt a hatodik alkalom, hogy elbukott egy világbajnoki összecsapást, ami végleg megpecsételte karrierjét.
Két év elteltével ugyan visszatért a ringbe, de maradandó siker már nem alkotott. Egyetlen figyelemre méltó győzelme Kevin McBride ellen volt.

## Eddigi hivatásos mérkőzései
| Időpont             | Ellenfél          | Helyszín      | Eredmény                |
| 1992. február 7.    | Roosevelt Shuler  | Illinois      | T. K. O. gy. a 3. m-ben |
| 1992. február 28.   | Joe Jones         | Illinois      | K. O. gy. az 1. m-ben   |
| 1992. március 27.   | Charles Presswood | Illinois      | K. O. gy. az 1. m-ben   |
| 1992. június 20.    | Joey Christjohn   | Illinois      | K. O. gy. az 1. m-ben   |
| 1992. július 24.    | Robert Smith      | Illinois      | p. gy. 6 m-ben          |
| 1992. augusztus 28. | James Holly       | Illinois      | K. O. gy. az 1. m-ben   |
| 1992. október 3.    | Aaron Brown       | Illinois      | K. O. gy. a 2. m-ben    |
| 1992. december 5.   | Eddie Taylor      | Illinois      | K. O. gy. az 1. m-ben   |
| 1993. február 5.    | Andre Crowder     | Wisconsin     | K. O. gy. az 1. m-ben   |
| 1993. március 26.   | Bobby Crabtree    | Illinois      | K. O. gy. a 2. m-ben    |
| 1993. május 15.     | Kevin P Porter    | Wisconsin     | K. O. gy. a 3. m-ben    |
| 1993. június 22.    | Carlton West      | Atlantic City | K. O. gy. a 2. m-ben    |
| 1993. július 10.    | Marion Wilson     | Pennsylvania  | p. gy. 8 m-ben          |
| 1993. szeptember 4. | Andre Smith       | Las Vegas     | K. O. gy. az 1. m-ben   |
| 1993. november 23.  | Calvin Jones      | Illinois      | K. O. gy. a 2. m-ben    |
| 1994. január 14.    | Donnell Wingfield | Illinois      | K. O. gy. az 1. m-ben   |
| 1994. március 16.   | Larry Davis       | Illinois      | K. O. gy. az 1. m-ben   |
| 1994. május 6.      | Terry Davis       | Atlantic City | K. O. gy. az 1. m-ben   |
| 1994. június 18.    | Jesse Shelby      | Illinois      | K. O. gy. a 2. m-ben    |
| 1994. augusztus 13. | Jeff Lampkin      | Las Vegas     | K. O. gy. az 1. m-ben   |
| 1994. november 1.   | Darren Hayden     | Las Vegas     | K. O. gy. a 7. m-ben    |
| 1995. január 26.    | Dwayne Hall       | Illinois      | K. O. gy. az 1. m-ben   |
| 1995. április 1.    | Marion Wilson     | Illinois      | p. gy. 10 m-ben         |
| 1995. május 16.     | Samson Po'uha     | Atlantic City | K. O. gy. az 5. m-ben   |
| 1995. augusztus 26. | West Turner       | Atlantic City | K. O. gy. az 1. m-ben   |
| 1995. november 18.  | West Turner       | Atlantic City | K. O. gy. a 2. m-ben    |
| 1996. január 30.    | Charles Hostetter | New Jersey    | K. O. gy. a 2. m-ben    |
| 1996. március 15.   | Danell Nicholson  | New Jersey    | K. O. gy. a 8. m-ben    |
| 1996. július 11.    | Riddick Bowe      | New York      | DQ. v. a 7. m-ben       |
| 1996. december 14.  | Riddick Bowe      | Atlantic City | DQ. v. a 9. m-ben       |
| 1997. október 4.    | Lennox Lewis      | Atlantic City | K. O. v. a 9. m-ben     |
| 1998. április 14.   | Eli Dixon         | Mashantucket  | K. O. gy. a 6. m-ben    |
| 1998. május 8.      | Jack Basting      | Atlantic City | K. O. gy. a 3. m-ben    |
| 1998. július 21.    | Corey Sanders     | Atlantic City | p. gy. 10 m-ben         |
| 1998. október 2.    | Tim Witherspoon   | Wrocław       | p. gy. 10 m-ben         |
| 1999. január 30.    | Jesse Ferguson    | Atlantic City | p. gy. 10 m-ben         |
| 1999. június 26.    | Quinn Navarre     | Wrocław       | K. O. gy. a 6. m-ben    |
| 1999. november 20.  | Michael Grant     | Atlantic City | T. K. O. v. a 10. m-ben |
| 2000. április 22.   | Marcus Rhode      | Kanton        | T. K. O. gy. a 3. m-ben |
| 2000. június 16.    | Orlin Norris      | Las Vegas     | p. gy. 10 m-ben         |
| 2000. október 20.   | Mike Tyson        | Michigan      | T. K. O. v. a 3. m-ben  |
| 2003. augusztus 14. | Brian Nix         | Delaware      | T. K. O. gy. a 7. m-ben |
| 2003. november 14.  | Terrence Lewis    | New York      | T. K. O. gy. a 6. m-ben |
| 2004. április 17.   | Chris Byrd        | New York      | p. d. 12 m-ben          |
| 2004. november 13.  | John Ruiz         | New York      | p. v. 12 m-ben          |
| 2005. május 21.     | Lamon Brewster    | Illinois      | T. K. O. v. az 1. m-ben |
| 2007. június 9.     | Jeremy Bates      | Katowice      | T. K. O. gy. a 2. m-ben |
| 2007. október 6.    | Kevin McBride     | New York      | T. K. O. gy. a 6. m-ben |
| 2008. január 19.    | Mike Mollo        | New York      | p. gy. 12 m-ben         |
| 2008. november 7.   | Ray Austin        | Csengtu       | K. O. v. az 1. m-ben    |
| 2009. október 24.   | Tomasz Adamek     | Łódź          | T. K. O. v. az 5. m-ben |
| 2013. február 23.   | Przemyslaw Saleta | Gdańsk        | T. K. O. v. a 6. m-ben  |

Mérlege: 52 mérkőzés: 42 győzelem (33KO) / 9 vereség / 1 döntetlen